# Нина Багинская
Нина Григоревна Багинская (на беларуски: Ні́на Рыго́раўна Багі́нская) е беларуска активистка и общественичка.

## Биография
Родена е на 30 декември 1946 г. в Минск, Беларуска ССР. Баща ѝ е полковник. Учи в гимназия номер 73 в столицата. От училищна възраст се занимава с колоездене, участва в състезания от общосъюзното ниво. В по-младите си години, с велосипеда си претърпява инцидент, сблъсквайки се с автомобил, което причинява нараняване на главата и посттравматична епилепсия.
Завършва специалност монтажник на радиооборудване в Минския радиотехнически институт. След детската си мечта да стане геолог, тя се дипломира като специалист по проучване на нефт и газ в Ивано-Франковския институт за нефт и газ в Украйна. Работи като геолог в Беларуския изследователски институт за геоложки проучвания, чиято цел е била да проучва находища на нефт и природен газ. По същото време тя става член на Беларуския народен фронт, а в института създава местна асоциация на Беларуския народен фронт.
От 1988 г. участва активно в различни протестни акции. През 1994 г., след като Александър Лукашенко идва на власт в Беларус, тя е уволнена от Института заради изготвянето на важен отчет за свой проект на беларуски език.
Задържана е десетки пъти, многократно е затваряна в килия за временна изолация. На 1 август 2014 г. е арестувана за изгаряне на съветското знаме близо до сградата на КГБ в Минск, в памет на изгарянето на НКВД в Минск на десетки хиляди ръкописи на беларуски културни работници на този ден през 1937 г. в двора на затвора и последващата екзекуция на авторите им. А през 2015 г. – за акция в памет на Михаил Жизневски, който загива на Евромайдана в Украйна. След събитията от 25 март 2017 г., когато в Минск са арестувани десетки активисти и стотици участници в честването на Деня на свободата са задържани в цяла Беларус, Нина Багинская излиза всеки ден до сградата на КГБ с бяло-червено-бяло знаме и плакат „Свобода за хората".
На 5 април 2019 г. участва в акция, където група активисти възпрепятстват т. нар. Озеленяване, по време на която, в навечерието, на 4 април, 30 паметни кръста на масовите гробове на разстреляните през 30-те години са съборени. Тогава е задържана заедно с политика Павел Севяринец.
През 2020 г. подкрепя протестните действия след президентските избори на 9 август. Превръща се в символ на протеста. Дава интервюта за журналисти от Великобритания, Швеция, Полша, Германия, Франция. Появява се в италианския Vogue.
На 20 октомври 2020 г., по време на приемането на кадрови решения, Александър Лукашенко нарича Багинская убеден човек и заповядва „да не бъде отвеждана от площадите“.
На 5 ноември 2020 г. силите за сигурност с участието на ОМОН извършват обиск в нейната къща.